# 福建博特溪蟹
福建博特溪蟹（学名：Bottapotamon fukienense）为溪蟹科博特溪蟹属的动物。在中国大陆，分布于福建、江西等地，多见于半山处沟型山溪两岸的泥沙间、溪水流速缓慢以及水质多铁锈。